# Бэйдоу-G5
Бэйдоу-G5 (кит. упр. 北斗G5, пиньинь Běidǒu, буквально: «Компас») — китайский навигационный спутник, входит в состав, навигационной системы Бэйдоу.

## Конструкция
Спутник собран на платформе Дунфан Хун-3.

## Запуск
Планируемый срок службы — от 12 до 15 лет.